# ارماندو ریبیرو
ارماندو ریبیرو (انگلیسی: Armando Ribeiro؛ زادهٔ ۱۶ ژانویهٔ ۱۹۷۱) بازیکن فوتبال اهل اسپانیا است.
از باشگاه‌هایی که در آن بازی کرده‌است می‌توان به باشگاه فوتبال کادیس، باشگاه فوتبال اتلتیک بیلبائو، و باشگاه فوتبال دپورتیوو آلاوس اشاره کرد.
وی همچنین در تیم ملی فوتبال باسک بازی کرده‌است.